# Palacio del Señor de Sot de Ferrer
El castillo-palacio del Señor en Sot de Ferrer (Castellón) España. También llamado palacio del Marqués de Valdecarzana o palacio del Marqués de Bendaña es un edificio situado en la plaza de la Iglesia, de arquitectura ojival de últimos del siglo XIII con detalles del gótico de los siglos XIV y XV.
Su planta tiene 26 metros de longitud en su fachada por 56 de profundidad (24 metros cubiertos y 32 metros de descubierto) y de altura. En el lienzo de fachada, lisa y sencilla, está la única puerta de jambas y arcos de medio punto en grandes doveles, y en el centro de su parte superior, entrada con un espacio en cuadro que, quizás en azulejos, llevó el escudo de armas de este señorío. Hay en esta fachada tres ajimeces (ventanas) de pétreas jambas con ojivas (la de encima de la puerta con tres trevolados y un portaluz, lamentablemente desaparecida), que se levantan sobre sus repisas y por el extremo superior sostenía su propio capitel, y éste, los arranques de sus ojivas. 
Franqueando su entrada aparece la primera dependencia, de bóveda de arco rebajado del siglo XV, con crucería de aristas sencillas del ojival, período primario. De igual factura es la pieza que conduce a la única escalera que lleva a las salas y habitaciones del entresuelo y del primer piso. Entre el vestíbulo de entrada descrito y el aposento de enfrente, que da acceso al descubierto, está el patio de armas o de luces, y que es un rectángulo. A la derecha del entrante está el cuarto que (segén el cura Cabos) sería cámara o tras sagrario cuando la dependencia que le sigue fue la primitiva iglesia o capilla antes descrita. Antiguamente, después se utilizó este cuarto por los arrendatarios de las posesiones de este señorío para almacén de algarrobas, y últimamente se adaptó y usó por sus sucesores como lagar.
A continuación de la capilla y en la misma dirección, está la cárcel con su puerta y reja, que dan al interior entrada y tenebrosa luz respectivamente. Después de un espacio de terreno cuya cubierta con arco de medio punto debió ser edificada muy posteriormente a todo el edificio, se llega a la entrada del recinto descubierto, que es un cuadro tapiado de 32 por 26 metros.
En el lado izquierdo entrante desde la plaza a este palacio, está la dependencia que da acceso a la escalera. Sigue el espacio que sirvió de base a la torre palacial, cuyos cuatro lados iguales, con tres ventanas cada uno, rematadas por un capitel, sobresalía por encima del tejado general del edificio siete metros, dominando el panorama. 
En el año 1925, por motivos de amenaza de ruina, fue derruida con permiso de la dueña doña María Dominga Queralt y Queralt, condesa de Santa Coloma y baronesa de este señorío.
Sigue la entrada a la almazara o molino de aceite, espaciosa y con todos los menesteres necesarios para extraer aceite. Luego de la almazara, el espacio de acceso al descubierto, segén antes se indicó, y que sirve para animales domésticos.
En el recinto ante las escaleras, puertas al establo y bajas dependencias, y, tomada la escalera en sus dos tramos, se accede a las habitaciones del entresuelo. Se llega al piso principal, formado por amplios y severos departamentos según el carácter de sus moradores y de la época, con marcos y ventanas de arcos ojivales, redondos, conopiales.
La cámara principal es el salón de "Territoriales", con su artesonado y escudo de los "Ferrer y Robles", señores de Sot en el siglo XV. Su chimenea gótico-conopial, con el escudo de armas en relieve (tres bandas generales diagonales de los "Ferrer de Mallorca y de Valencia") y sus poyos de piedra en ambos lados de los ventanales-tréboles. Se llega a la celosía-tribuna que da vistas al altar mayor de la actual iglesia parroquial.
Ya en el segundo piso, la azotea, a la que se sube por la escalera espiral de la desaparecida torre. Sus dependencias apenas si han sido usadas. Una de ellas recibe la luz por una serie de nueve ventanas iguales, de arco ojival rebajado, abiertas en la misma línea del muro que da al descubierto de la actual iglesia. 